# Тополь Вильсона
Тополь Вильсона (лат. Populus wilsonii) — вид лиственных деревьев из рода Тополь семейства Ивовые (Salicaceae), произрастающих в Китае.
Своё название, вероятно, получил по имени Эрнеста Генри Вильсона — англо-американского ботаника, занимавшегося исследованием китайской флоры.

## Распространение
Встречается в лесах на высотах 1300—3400 метров над уровнем моря. Отмечен в провинциях Ганьсу, Хубэй, Шэньси, Сычуань, Сицзан, Юньнань.

## Ботаническое описание
Дерево высотой до 25 м. Молодые побеги круглые в сечении и голые.
Ствол в диаметре до 1,5 м. Кора от тёмно-серой до тёмно-коричневого цвета, слегка бороздчатая, отслаивающаяся. Крона широкая, башне-подобная.
Почки красновато-коричневые или пурпурно-коричневые, яйцевидно-округлой формы, крупные и голые, слегка клейкие.
Листья на черешках длиной 6—11 см, широко-яйцевидной формы, с сердцевидным или округлым основанием, с тупыми кончиками, голубовато-зелёного цвета сверху и серо-зелёные снизу.
Длина листовой пластины от 8 до 18 см, ширина — 7—15 см. Край листа железисто-зубчатый, жилки выступают на обратной стороне листа.
Мужские серёжки около 7 см в длину. Женские серёжки — до 15 см. Плодовая коробочка яйцевидной формы, почти голая.
Цветение идёт в с апреля по май, плодоношение наступает в мае-июне.

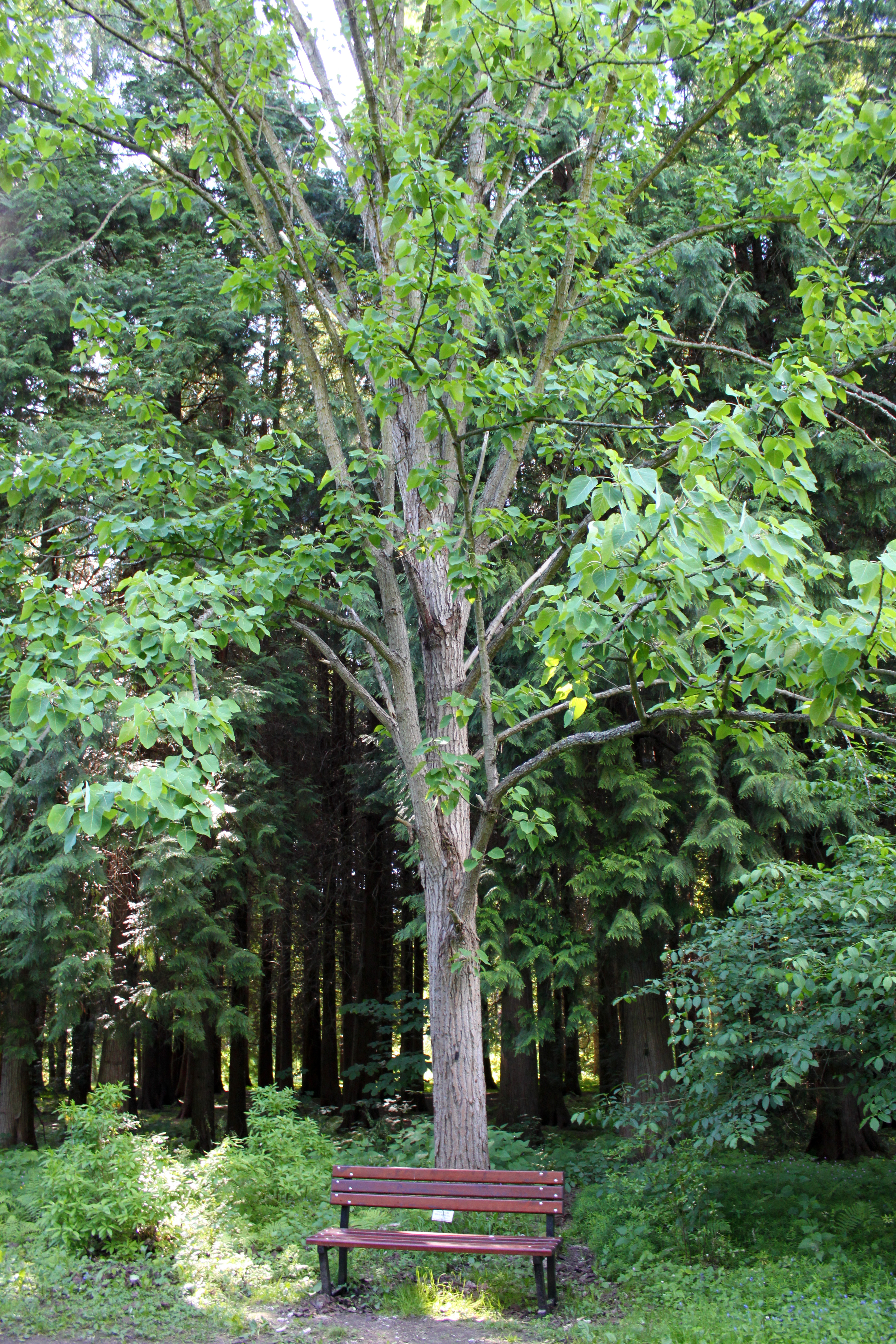
Общий вид растения
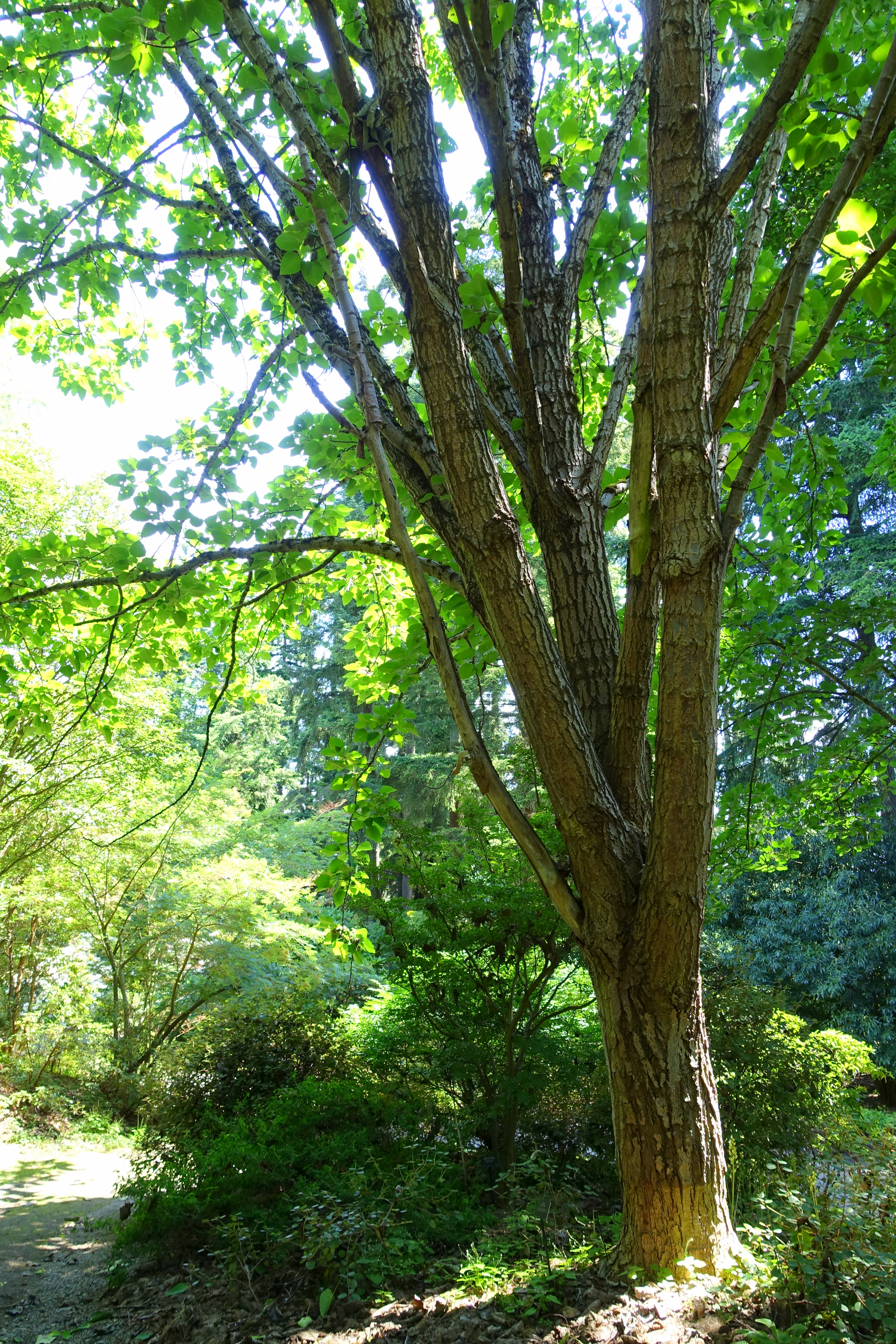
Ствол взрослого дерева
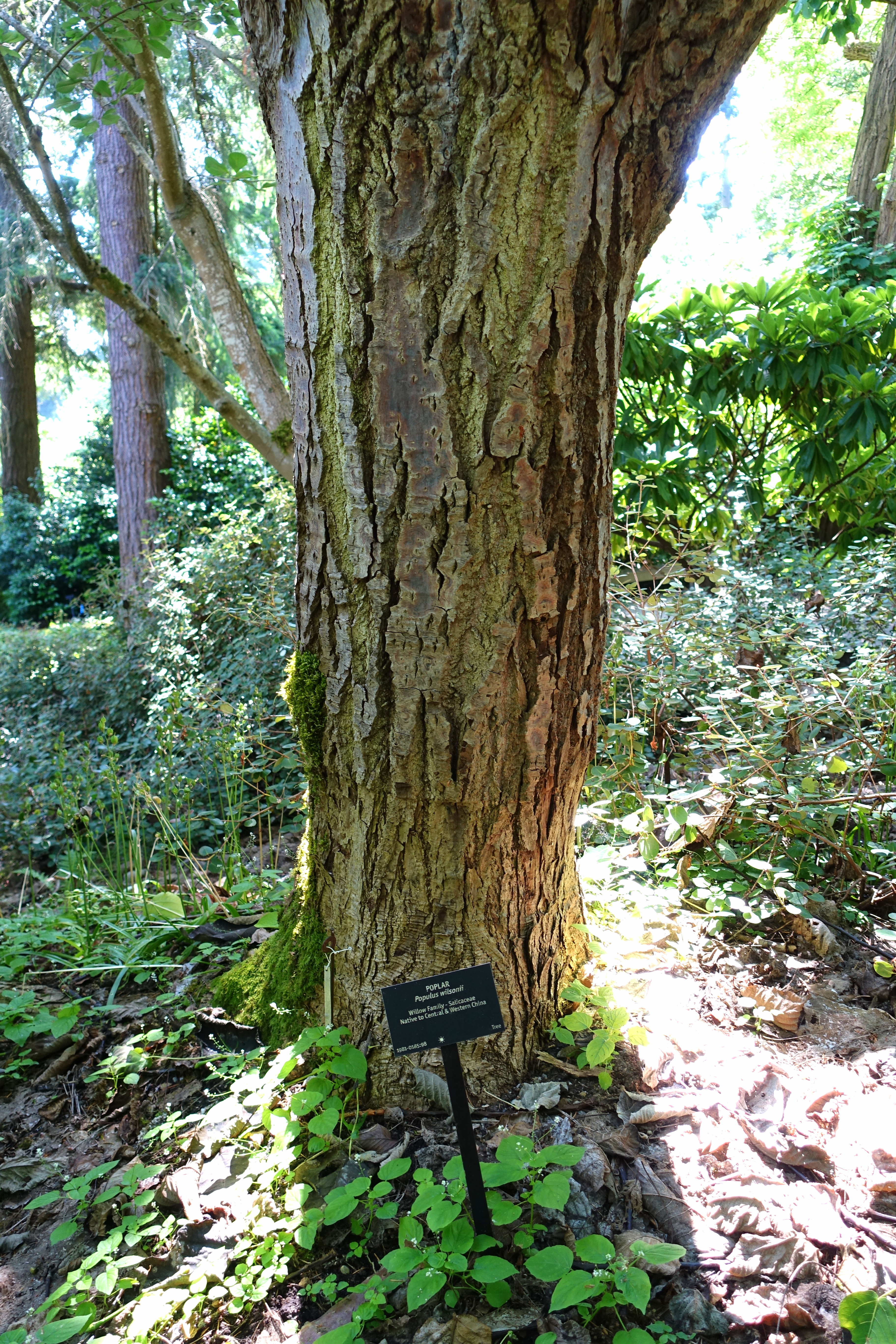
Кора не стволе

## Таксономия
Populus wilsonii C.K.Schneid., Plantae Wilsonianae 3(1): 16—17. 1916.
Вид описан из «China: Hubei: Xingshan Xian, side of streams, 1800 m, 20 May and Aug. 1907 E.H.Wilson 706a.»
Некоторые источники относят данный вид к синонимам другого вида, произрастающего в Гималаях, — Populus glauca, однако, такая точка зрения не является общепризнанной.
Ранее был описан ряд форм и разновидность, но все они вошли в синонимику вида.
- Populus wilsonii f. brevipetiolata Z.Wang & S.L.Tung, Bull. Bot. Res., Harbin 2(2): 113 (1982)
- Populus wilsonii f. pedicellata Z.Wang & S.L.Tung, Bull. Bot. Res., Harbin 2(2): 114 (1982)
- Populus wilsonii var. lasioclada N.Chao, Sichuan Forest. Sci. Technol. 12(3): 2 (1991)